# Villiers-le-Sec (Val-d'Oise)
Pour les articles homonymes, voir Villiers-le-Sec.
Villiers-le-Sec est une commune française située dans le département du Val-d'Oise en région Île-de-France.
Ses habitants sont appelés les Villierain(e)s.

## Géographie

### Description
Le village se situe au cœur de la plaine de France, près de Montsoult et de l'intersection entre la Francilienne et la RD 316, à une distance orthodromique de 25 km au nord de Paris.

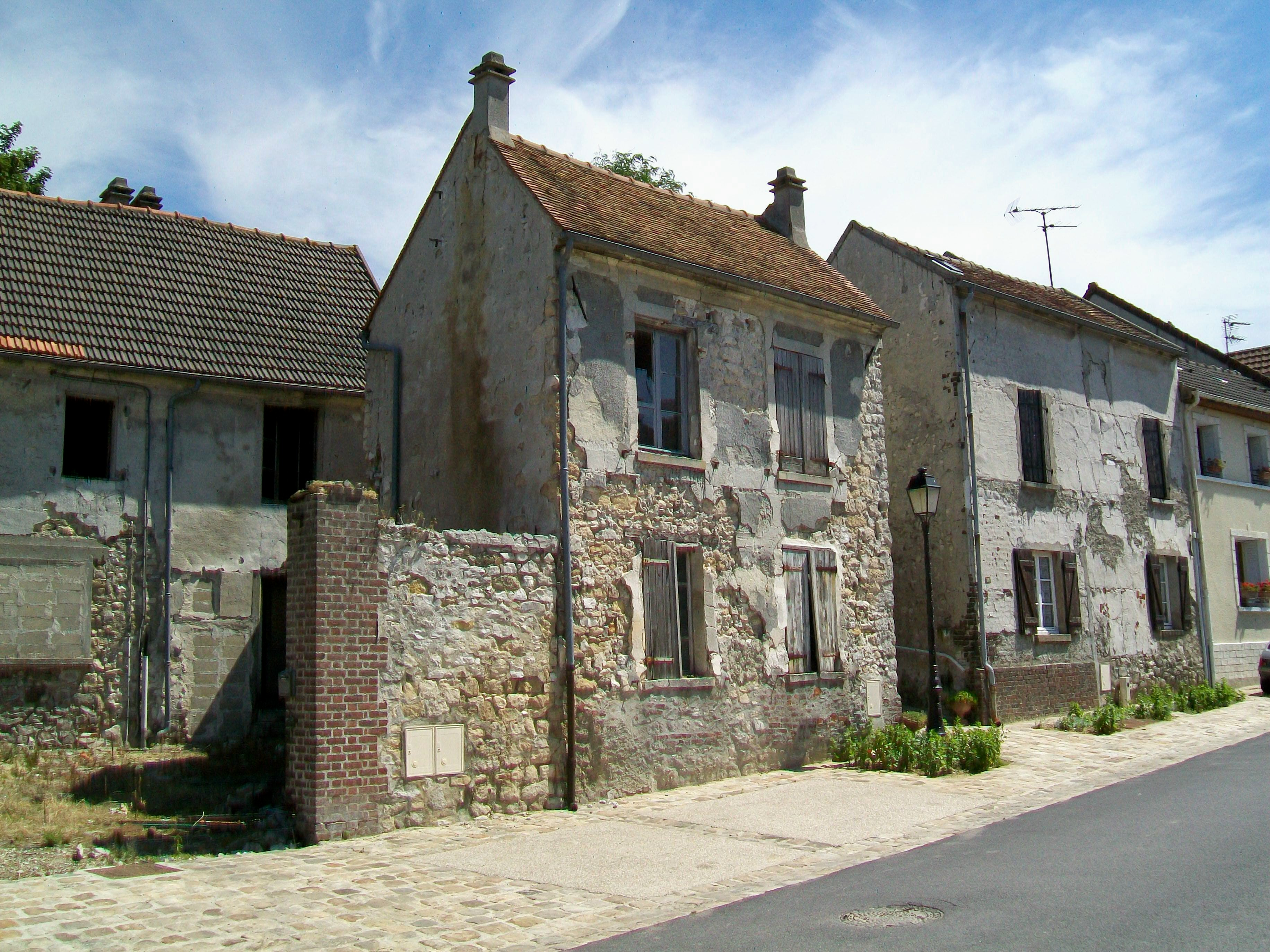
Ambiance de la commune : la rue Georges-Pompidou.

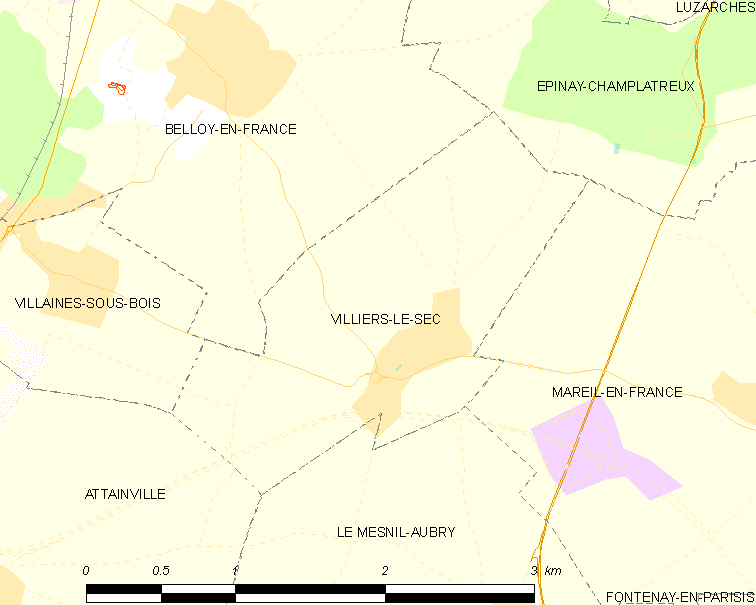
Carte de la commune.
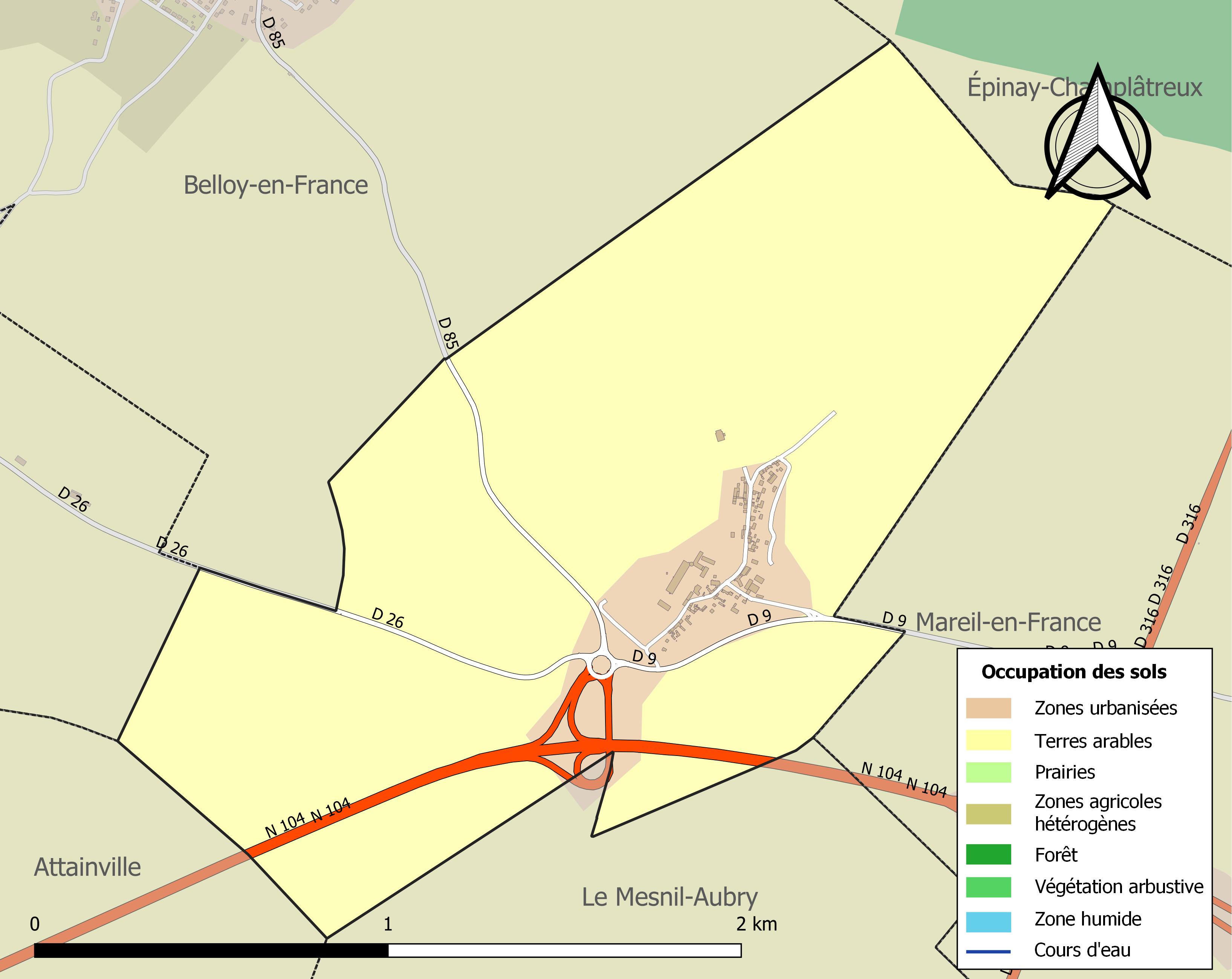
Occupation des sols.

### Communes limitrophes
| Belloy-en-France    |                 | Épinay-Champlâtreux |
| Villaines-sous-Bois | Villiers-le-Sec | Mareil-en-France    |
|                     | Le Mesnil-Aubry |                     |

### Géologie et relief

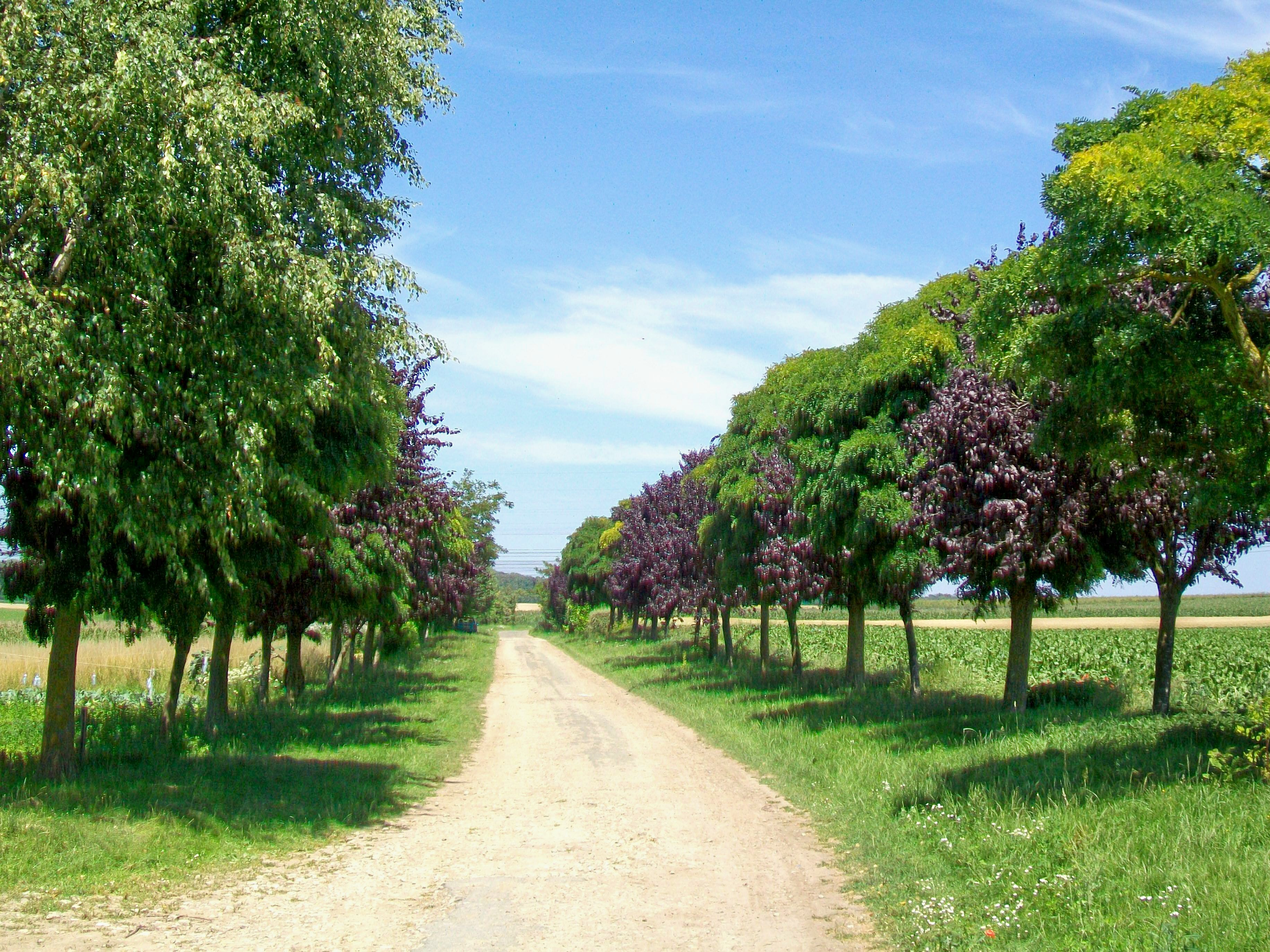
Allée d'Ecouen, chemin rural qui suit l'ancien tracé de la RD 316 (ancienne RN 16) jusqu'au milieu du XVIIIe siècle, quand elle fut rectifiée comme de nombreuses autres grandes routes.

La commune est membre  du parc naturel régional Oise-Pays de France, sans pour autant conserver un patrimoine naturel ou paysager notable. Au contraire, le paysage pratiquement dénudé est marqué par le passage d'un groupe de lignes de haute tension et la Francilienne, et l'on ne constate qu'un minuscule bois et un dernier verger.
L'allée d'Écouen, qui correspond à l'ancien tracé de l'actuelle RD 316 jusqu'au milieu du XVIIIe siècle, a récemment été replantée.
Comme le nom de la commune l'indique, les cours d'eau sont absents sur la commune.
Le relief est peu varié, mais l'on constate une augmentation successive de l'altitude du sud vers le nord, où l'on trouve le point culminant de Villiers-le-Sec à 143 m au-dessus du niveau de la mer. Le village lui-même est bâti à 127 m d'altitude.

### Climat
Pour des articles plus généraux, voir Climat de l'Île-de-France et Climat du Val-d'Oise.
En 2010, le climat de la commune est de type climat océanique dégradé des plaines du Centre et du Nord, selon une étude du CNRS s'appuyant sur une série de données couvrant la période 1971-2000. En 2020, Météo-France publie une typologie des climats de la France métropolitaine dans laquelle la commune est dans une zone de transition entre le climat océanique et le climat océanique altéré et est dans la région climatique  Sud-ouest du bassin Parisien, caractérisée par une faible pluviométrie, notamment au printemps (120 à 150 mm) et un hiver froid (3,5 °C). 
Pour la période 1971-2000, la température annuelle moyenne est de 10,9 °C, avec une amplitude thermique annuelle de 14,5 °C. Le cumul annuel moyen de précipitations est de 697 mm, avec 11,7 jours de précipitations en janvier et 8,1 jours en juillet. Pour la période 1991-2020, la température moyenne annuelle observée sur la station météorologique la plus proche, située sur la commune de Bonneuil-en-France à 12 km à vol d'oiseau, est de 12,1 °C et le cumul annuel moyen de précipitations est de 616,3 mm,. Pour l'avenir, les paramètres climatiques de la commune estimés pour 2050 selon différents scénarios d'émission de gaz à effet de serre sont consultables sur un site dédié publié par Météo-France en novembre 2022.

## Urbanisme

### Typologie
Au 1er janvier 2024, Villiers-le-Sec est catégorisée commune rurale à habitat dispersé, selon la nouvelle grille communale de densité à sept niveaux définie par l'Insee en 2022.
Elle est située hors unité urbaine. Par ailleurs la commune fait partie de l'aire d'attraction de Paris, dont elle est une commune de la couronne,. Cette aire regroupe 1 929 communes,.

### Voies de communication et transports
La Francilienne traverse le territoire communal à l'extrémité sud, et dispose ici d'un connecteur permettant d'y accéder directement depuis le village. Trois routes départementales assurent les liaisons vers des communes voisines : la RD 26 vers Villaines-sous-Bois à l'ouest, la RD 85 vers Belloy-en-France au nord-ouest, et la RD 9 vers Mareil-en-France à l'est. Les deux autres communes limitrophes, Épinay-Champlâtreux au nord et Le Mesnil-Aubry au sud, sont accessibles via la RD 316.
La gare la plus proche est celle de Montsoult-Maffliers, à 6 km, sur la ligne H du Transilien. Les trains pour la Gare de Paris-Nord mettent entre 27 min et 33 min. Le village est directement desservi par une partie des services de la ligne 1304 du réseau de bus Haut Val-d'Oise Montsoult SNCF - Viarmes - Persan SNCF, à raison de six aller-retours du lundi au vendredi seulement.

### Habitat et logement
En 2018, le nombre total de logements dans la commune était de 83, alors qu'il était de 84 en 2013 et de 73 en 2008.
Parmi ces logements, 85,4 % étaient des résidences principales, 0 % des résidences secondaires et 14,6 % des logements vacants. Ces logements étaient pour 86,4 % d'entre eux des maisons individuelles et pour 10,4 % des appartements.
Le tableau ci-dessous présente la typologie des logements à Villiers-le-Sec en 2018 en comparaison avec celle du Val-d'Oise et de la France entière. Une caractéristique marquante du parc de logements est ainsi une proportion de résidences secondaires et logements occasionnels (0 %) inférieure à celle du département (1,3 %) mais supérieure à celle de la France entière (9,7 %). Concernant le statut d'occupation de ces logements, 84,7 % des habitants de la commune sont propriétaires de leur logement (71,4 % en 2013), contre 56 % pour du Val-d'Oise et 57,5 pour la France entière.
| Typologie                                               | Villiers-le-Sec | Val-d'Oise | France entière |
| ------------------------------------------------------- | --------------- | ---------- | -------------- |
| Résidences principales (en %)                           | 85,4            | 92,8       | 82,1           |
| Résidences secondaires et logements occasionnels (en %) | 0               | 1,3        | 9,7            |
| Logements vacants (en %)                                | 14,6            | 5,9        | 8,2            |

## Toponymie
Villaris en 832, Villare sicum au XVe siècle.
Le village doit son nom aux difficultés d'approvisionnement en eau, du fait de l'absence de cours d'eau ou de sources sur son territoire.

## Histoire

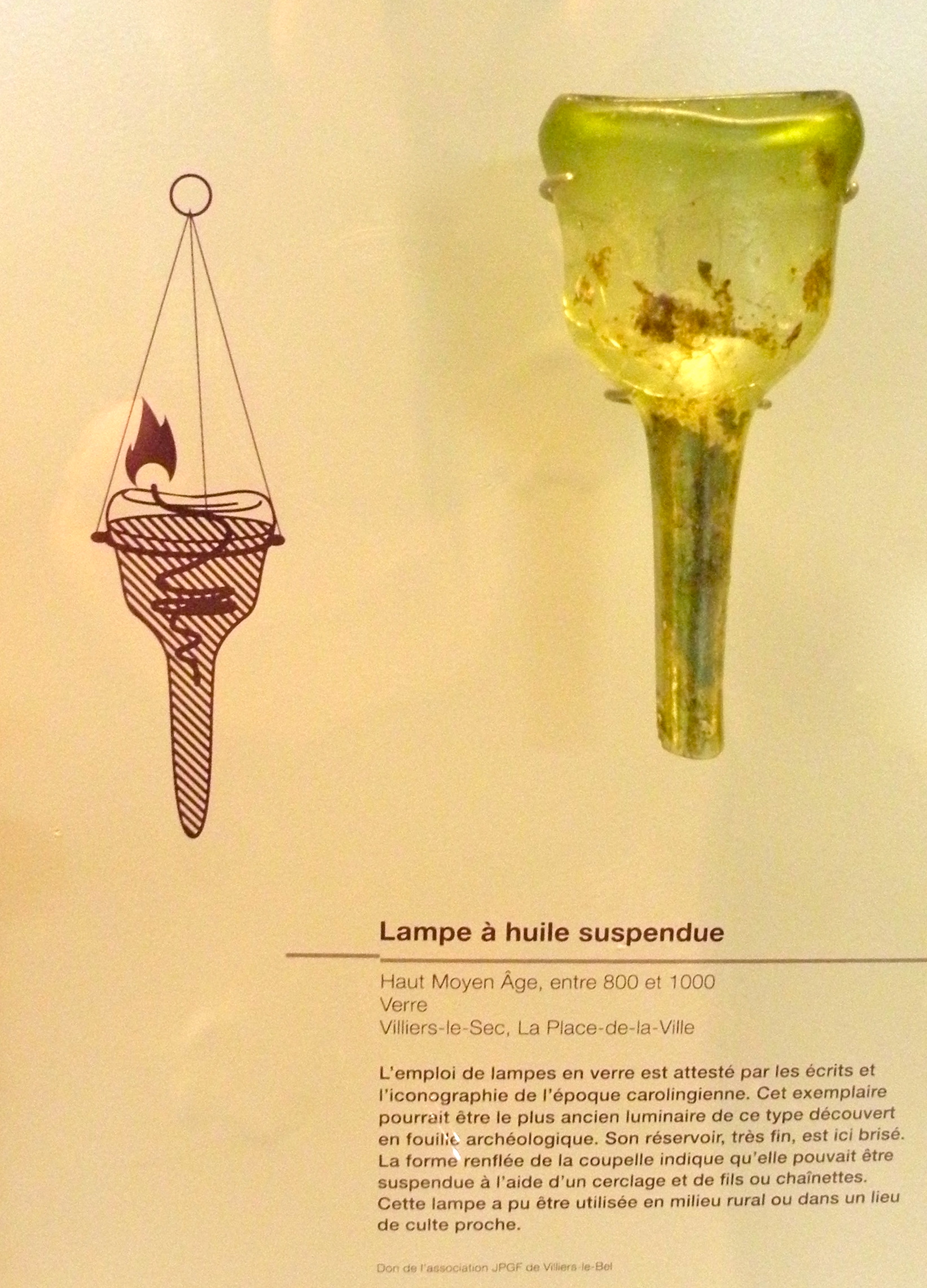
Lampe à huile suspendue, en verre,, trouvée à Villiers-le-Sec.

Plusieurs traces d'habitat néolithique ont été découvertes sur le territoire de la commune.
L'occupation devient permanente à partir de la Tène moyenne (200-150 av. J.-C.). Le village se situe à l'intersection de deux voies romaines reliant de Paris à Amiens et reliant  Meaux à Beauvais via Beaumont-sur-Oise. Un vicus s'y implante.
Au IXe siècle, le village est la propriété de l'abbaye de Saint-Denis. Le bourg est possédé au XVe siècle par les ducs de Gesvres et au XIXe siècle par le comte de Molé.
La commune a été le centre d'activités de fermage depuis le Moyen Âge jusqu'au XIXe siècle. Des dynasties de riches laboureurs ont affermés des terres auprès des religieux du chapitre de St Germain des Près : on compte, en particulier les familles Ste Beuve, Chartier, Delions, Collot qui ont permis aux terres de la paroisse de demeurer prospères.

## Politique et administration
Villiers-le-Sec fait partie de la juridiction d’instance de Gonesse (depuis la suppression du tribunal d'instance d'Écouen en février 2008), et de grande instance ainsi que de commerce de Pontoise,.

### Rattachements administratifs et électoraux

#### Rattachements administratifs
Antérieurement à la loi du 10 juillet 1964, la commune faisait partie du département de Seine-et-Oise. La réorganisation de la région parisienne en 1964 fit que la commune appartient désormais au département du Val-d'Oise et à son arrondissement de Sarcelles après un transfert administratif effectif au 1er janvier 1968.
Elle faisait partie de 1793 à 1967 du canton d'Écouen de Seine-et-Oise. Lors de la mise en place du Val-d'Oise, la ville intègre le canton de Luzarches. Dans le cadre du redécoupage cantonal de 2014 en France, cette circonscription administrative territoriale a disparu, et le canton n'est plus qu'une circonscription électorale.

#### Rattachements électoraux
Pour les élections départementales, la commune est membre depuis 2014 du canton de Fosses
Pour l'élection des députés, elle fait partie de la neuvième circonscription du Val-d'Oise.

### Intercommunalité

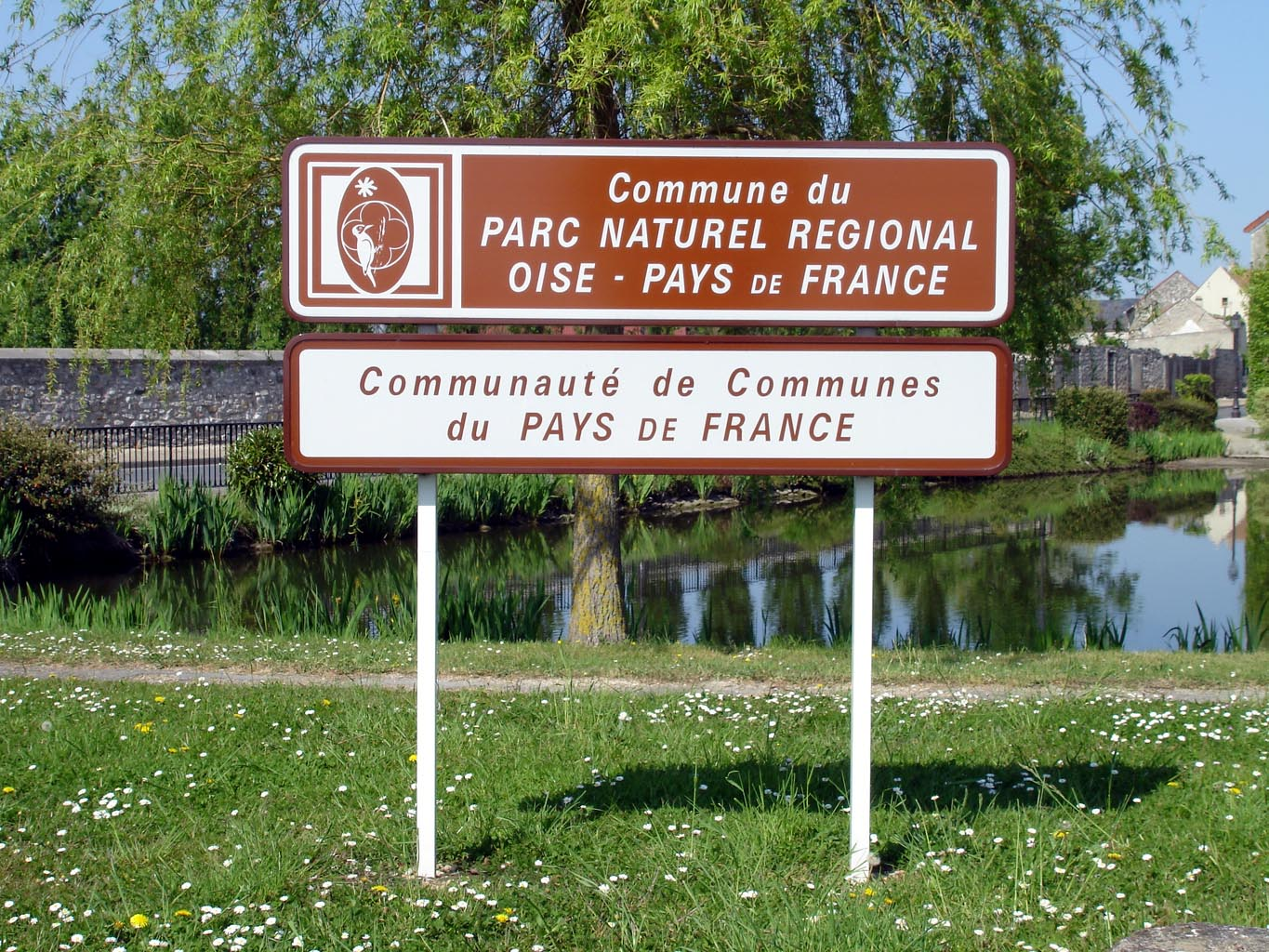
Panneaux d'entrée de communes, à l'époque de la communauté de communes du pays de France.

Villiers-le-Sec  était membre de la communauté de communes du pays de France, un établissement public de coopération intercommunale (EPCI) à fiscalité propre créé fin 1993 et auquel la commune avait transféré un certain nombre de ses compétences, dans les conditions déterminées par le code général des collectivités territoriales.
Dans le cadre des dispositions de la loi portant nouvelle organisation territoriale de la République du 7 août 2015, qui prévoit que les établissements publics de coopération intercommunale (EPCI) à fiscalité propre doivent avoir un minimum de 15 000 habitants, cette intercommunalité a fusionné avec sa voisine pour former, le 1er janvier 2017, la communauté de communes Carnelle Pays de France dont est désormais membre la commune.

### Liste des maires
| Période                                  | Période  | Identité            | Étiquette | Qualité                        |
| ---------------------------------------- | -------- | ------------------- | --------- | ------------------------------ |
| Les données manquantes sont à compléter. |          |                     |           |                                |
| 1791                                     | 1796     | Pierre Mignan       |           |                                |
| 1802                                     | 1813     | Pierre Mignan       |           |                                |
| mai 1925                                 | ?        | A. Monmirel         |           |                                |
|                                          |          |                     |           |                                |
| 1931                                     | 1945     | Pierre Monmirel     |           |                                |
| 1945                                     | 1947     | Jean Teuquam        |           |                                |
| 1947                                     | 1965     | Pierre Monmirel     |           |                                |
| 1965                                     | 1987     | Jean Dezobry        |           |                                |
| 1987                                     | 1997     | Michel Monmirel     |           |                                |
| 1997                                     | 2008     | Jean-Michel Pallier |           |                                |
| mars 2008                                | En cours | Cyril Diarra        |           | Réélu pour le mandat 2020-2026 |

## Population et société

### Démographie
L'évolution du nombre d'habitants est connue à travers les recensements de la population effectués dans la commune depuis 1793. Pour les communes de moins de 10 000 habitants, une enquête de recensement portant sur toute la population est réalisée tous les cinq ans, les populations de référence des années intermédiaires étant quant à elles estimées par interpolation ou extrapolation. Pour la commune, le premier recensement exhaustif entrant dans le cadre du nouveau dispositif a été réalisé en 2004.

En 2022, la commune comptait 198 habitants, en évolution de +8,2 % par rapport à 2016 (Val-d'Oise : +4 %, France hors Mayotte : +2,11 %).
| 1793 | 1800 | 1806 | 1821 | 1831 | 1836 | 1841 | 1846 | 1851 |
| ---- | ---- | ---- | ---- | ---- | ---- | ---- | ---- | ---- |
| 209  | 178  | 182  | 182  | 193  | 190  | 184  | 183  | 184  |

| 1856 | 1861 | 1866 | 1872 | 1876 | 1881 | 1886 | 1891 | 1896 |
| ---- | ---- | ---- | ---- | ---- | ---- | ---- | ---- | ---- |
| 172  | 178  | 195  | 209  | 231  | 245  | 288  | 240  | 248  |

| 1901 | 1906 | 1911 | 1921 | 1926 | 1931 | 1936 | 1946 | 1954 |
| ---- | ---- | ---- | ---- | ---- | ---- | ---- | ---- | ---- |
| 255  | 275  | 264  | 271  | 329  | 329  | 272  | 272  | 249  |

| 1962 | 1968 | 1975 | 1982 | 1990 | 1999 | 2004 | 2006 | 2009 |
| ---- | ---- | ---- | ---- | ---- | ---- | ---- | ---- | ---- |
| 209  | 223  | 190  | 171  | 161  | 168  | 152  | 151  | 176  |

| 2014 | 2019 | 2022 | - | - | - | - | - | - |
| ---- | ---- | ---- | - | - | - | - | - | - |
| 177  | 189  | 198  | - | - | - | - | - | - |

## Culture locale et patrimoine

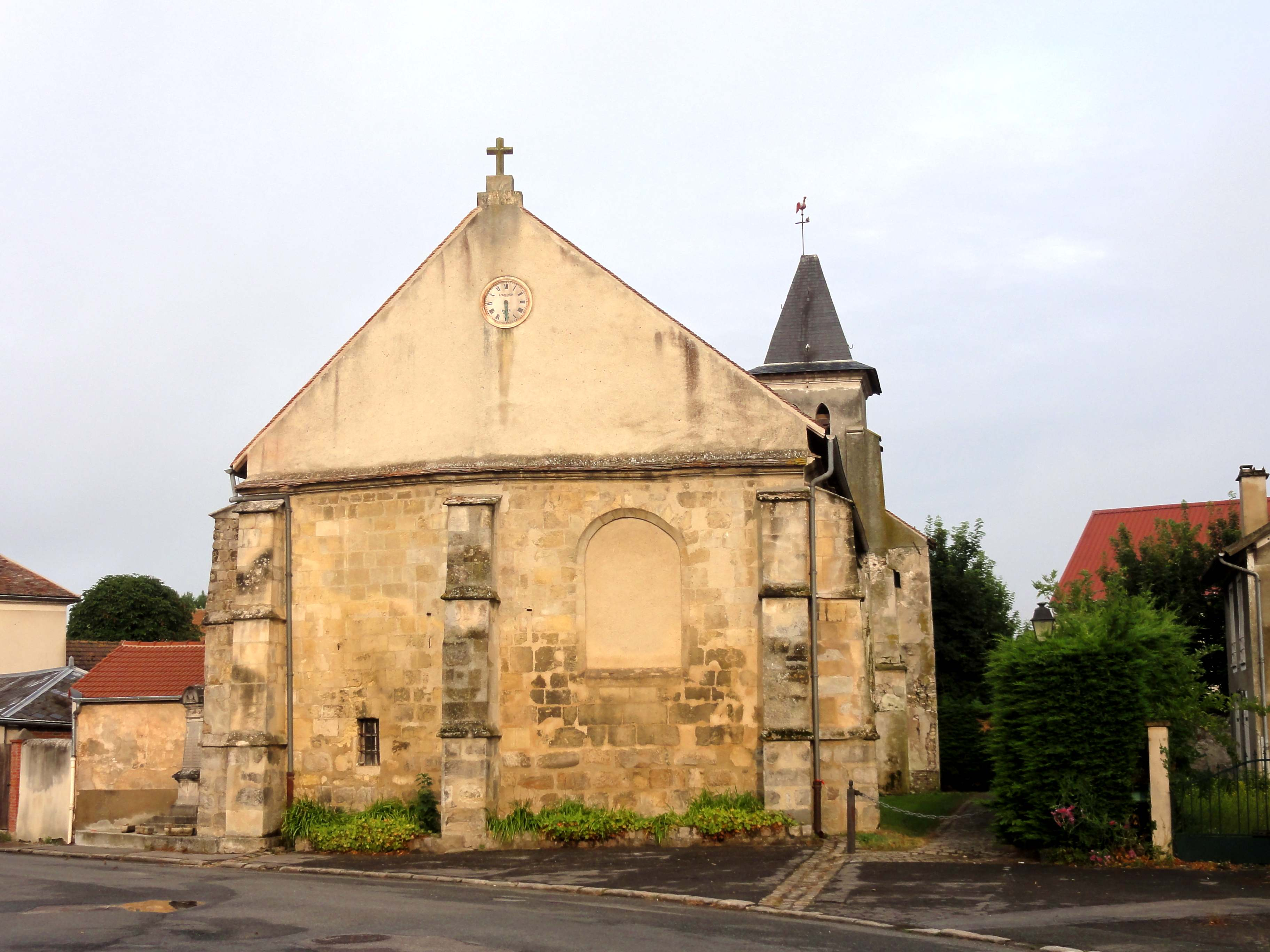
L'église Saint-Thomas-de-Cantorbéry de 1567.

### Lieux et monuments
Villiers-le-Sec compte un monument historique sur son territoire : 
- Église Saint-Thomas-Becket, à l'ouest du carrefour au centre du village (inscrite Monument historique en 1970[24])

C'est un petit édifice de style Renaissance, qui a été consacré en 1558.
Depuis la rue, l'on aperçoit notamment son chevet aveugle ; et l'élévation nord, transformée lors d'une réparation ancienne, ainsi que la façade et le clocher sans aucun style, ne sont pas très engageants. Seule la corniche au sud montre encore que les finitions étaient soignées à l'origine. L'intérieur révèle une construction de qualité, marquée encore par l'influence gothique flamboyante, notamment en ce qui concerne les voûtes. En revanche, les piliers avec leurs chapiteaux font référence aux modèles antiques, et assez curieusement, les trois principaux ordres (dorique, ionique et corinthien) sont présents sur l'unique niveau d'élévation. L'église est également intéressante pour son plan à double nef, très rare dans la région malgré sa simplicité,.
On peut également signaler : 

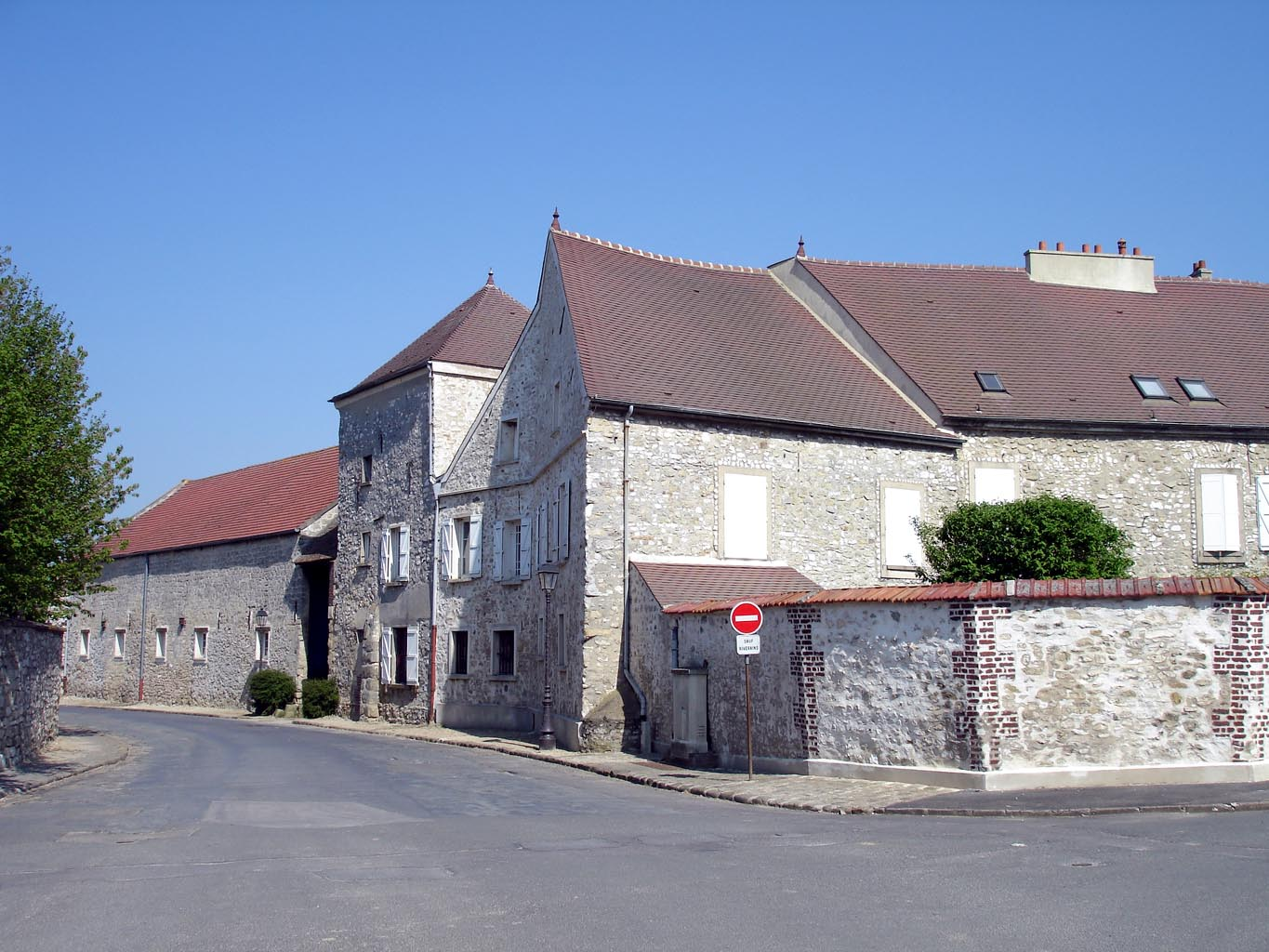
L'ancienne maison forte.

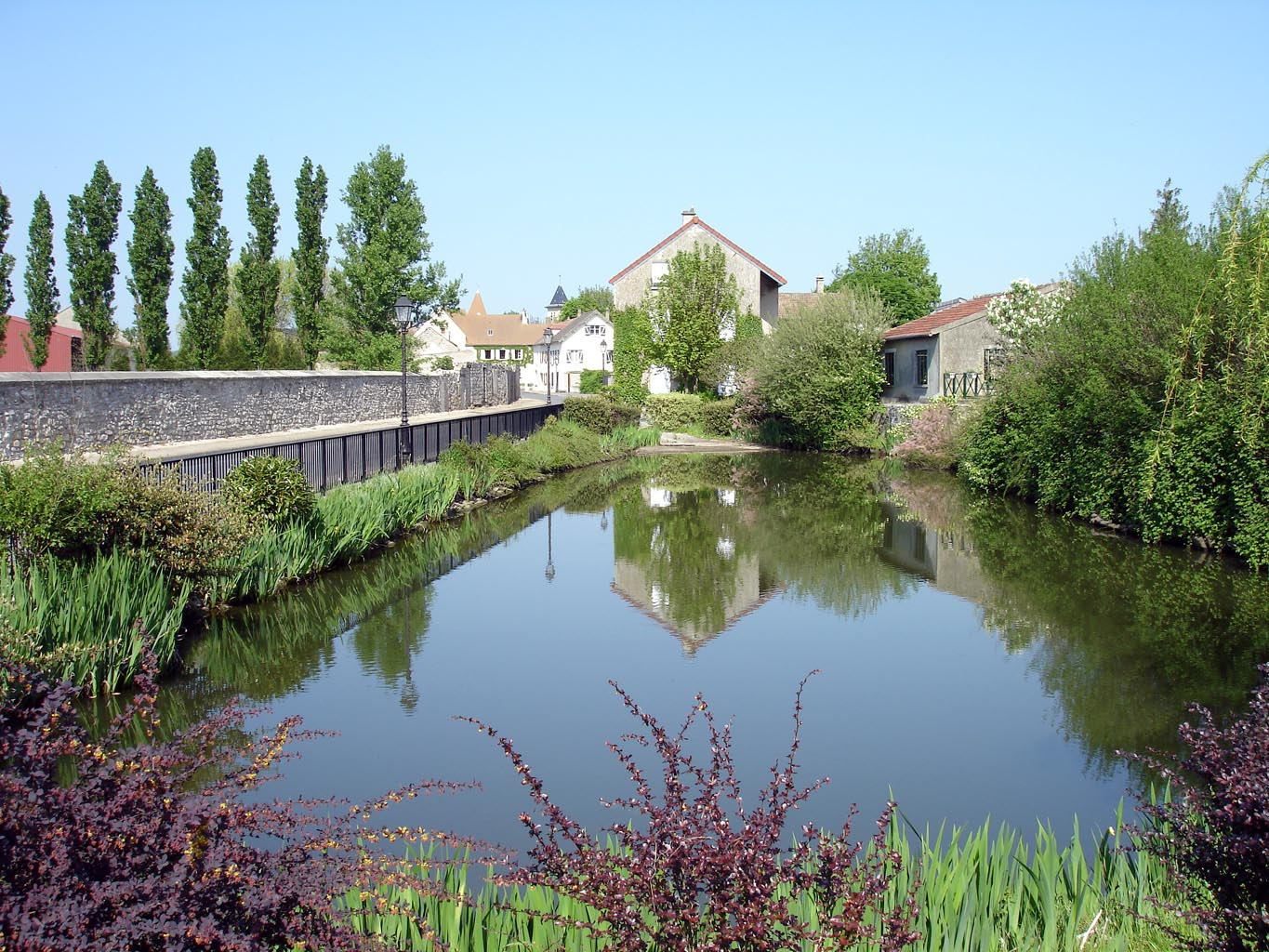
La mare-abreuvoir.

- L'ancienne maison forte, rue Georges-Pompidou, près de l'église

Tour d'habitation carrée et fortifiée de 1557, remaniée et intégrée dans le nouveau logis de la ferme quand cette dernière fut reconstruite au XVIIIe siècle. L'épaisseur des murs et le peu d'ouvertures, ainsi que la volumétrie, renvoient encore au caractère défensif initial du bâtiment. Toutefois, plusieurs fenêtres supplémentaires ont été percées ultérieurement, et l'on ne constate plus d'autres traces de l'architecture d'origine. En tant que ferme traditionnelle du XVIIIe siècle, le complexe bien conservé avec logis, porche, grange et écuries relève d'un grand intérêt patrimonial.
- L'abreuvoir, rue de Paris, à l'angle avec la rue du Saule, à l'extrémité sud du village

Mare artificielle avec un gué pavé au nord, aujourd'hui recouvert par la végétation. Les animaux des fermes du village s'y désaltéraient ; notamment les troupeaux de moutons ainsi que les chevaux et les bœufs de trait. Ces derniers entraient aussi dans l'eau après les longues journées de travail pour le nettoyage des sabots. Cette utilisation combinée comme abreuvoir et pédiluve fut courante. Dans un village où l'eau était une ressource rare, la mare servait également de réservoir d'eau pour l'extinction d’éventuels incendies. L'alimentation se faisait par un système de rigoles sur les chemins, conduisant l'eau de pluie vers la mare, localisé à l'un des points les plus bas du village.
- Un Sentier de randonnée PR traverse le village.